# Croisement laitier
 (avril 2016).
Si vous disposez d'ouvrages ou d'articles de référence ou si vous connaissez des sites web de qualité traitant du thème abordé ici, merci de compléter l'article en donnant les références utiles à sa vérifiabilité et en les liant à la section « Notes et références ».
Un croisement laitier est, dans le milieu de l'élevage sélectif des animaux, l'action de faire reproduire deux animaux appartenant à la même espèce mais à des races différentes.
Le but du croisement peut être d'améliorer une race existante, d'absorber une race dans une autre ou de créer une nouvelle race. Le croisement permet de réunir chez les mêmes animaux, des aptitudes complémentaires, chaque race apportant des aptitudes spécifiques. Ceci est particulièrement intéressant quand l'on cherche à obtenir un individu avec des caractères antagonistes. Ces aptitudes sont difficiles à sélectionner au sein d'une même race.

## Apparition du croisement en France
À partir du milieu du XXe siècle, l'agriculture a connu un phénomène d'intensification. Les élevages laitiers ont donc suivi ce phénomène en augmentant la taille de leurs troupeaux, en accentuant la productivité et en ayant des bovins de plus en plus adaptés à produire.
C'est en utilisant la race prim'Holstein que les éleveurs ont pu répondre au mieux à cette intensification. Les agriculteurs ont donc importé la race en France, elle a ensuite absorbé certaines autres races comme la bretonne Pie noir et a augmenté en nombre très rapidement. La production de cette dernière a évolué au fil du temps à la suite d'importants progrès génétiques dont beaucoup d'étude et de temps y ont été consacrés.
Aujourd'hui la prim'Holstein représente plus de 60 % des vaches laitières existantes, c'est environ 2,2 millions de têtes en France. Cependant, de plus en plus d’éleveurs s'en plaignent, car elle ne correspond plus à leurs attentes et à leurs critères. Effectivement plusieurs de ses défauts font d'elle une vache peu rustique et très fragile : problème de fertilités, de pattes, de cellules, de mammites…
C'est pour cela que de plus en plus d’éleveurs ont cherché à améliorer ces défauts. Et c'est donc par le recours au croisement que ces derniers ont pu satisfaire leurs attentes. En croisant la prim'Holstein avec d'autres races, certains agriculteurs se sont rendu compte qu'aujourd'hui qu'il était plus intéressant d'utiliser cette technique. Cependant, le croisement est plus utilisé à des fins industrielles que laitier. En effet lors de soucis comme la reproduction, un taureau de race à viande est souvent privilégié à un taureau de race laitière. Le croisement laitier tend toutefois à évoluer en connaissant une augmentation ces dernières années.

## Les différents types de croisement

### Croisement d'absorption
Le croisement d'absorption c'est le passage progressif d'une race à une autre, en utilisant seulement des taureaux de la race finale. On utilise donc sur les femelles absorbées des mâles de la race absorbante. Lors de ce processus la proportion de gènes de la race absorbée décroît de moitié à chaque génération : on passe de 1/2 à 1/4 ; de 1/4 à 1/8 ; de 1/8 à 1/16 et ainsi de suite. À la 7e génération les gènes de l'individu seront à 99,22 % ceux de la race absorbante. On considère qu'à partir de la 4e ou 5e génération le processus d'absorption est terminé, on considère alors que l'on a une race pure. On peut donc dire qu'on a obtenu une race pure lorsque l'on a une proportion 15/16 ou 31/32 de gène de la race absorbante.
On opère ainsi pour remplacer une race par une autre jugée plus intéressante, correspondant mieux au contexte économique. Cela suppose, que la race absorbante ne possède pas de défauts majeurs dans le contexte où l'on se situe, notamment au niveau de l'adaptation, aux conditions de milieu et aux systèmes d'élevage. Cette méthode présente l'avantage d'être économique par rapport à l'achat d'un nouveau cheptel de femelles reproductrices. Beaucoup de races se sont développées par l'absorption de diverses populations locales. C'est notamment le cas avec la bretonne Pie noir qui a été remplacé par la prim'Holstein à l'aide de ce processus d'absorption. Ce mécanisme a commencé vers le début des années 1970, car à la fin des années 1960, les agriculteurs se sont rendu compte de l'écart de niveau génétique entre ces deux populations. En effet il fut intéressant d'y intégrer les gènes de la prim'Holstein afin d'en améliorer la production laitière et certains caractères morphologiques.

### Croisement d'amélioration
Le croisement d'amélioration est l'utilisation ponctuelle d'une race pour améliorer un caractère. Ceci consiste à opérer un croisement entre une race dite améliorante et une race à améliorer. Le croisement est en règle générale réalisé sur une seule génération et pas sur l'ensemble des animaux du troupeau. Il ne s'agit pas en effet d’abandonner l'ensemble des caractères de la race à améliorer. En parallèle, la race améliorante doit présenter un réel avantage pour les caractères recherchés et ne pas avoir de défauts importants. La principale difficulté consiste à définir clairement ses objectifs et à s'y tenir, faute de quoi, ce croisement peut se transformer en croisement d'absorption et ainsi provoquer la disparition de races régionales.
C'est notamment le cas avec la Pie rouge des Plaines et en Suisse avec la race Simmental. Ce qui aurait dû demeurer un croisement d'absorption a tourné à la quasi-absorption. Toutefois, en France les races montbéliarde et Abondance ont connu des apports Holstein au cours des années 1970 et 1980 sans pour autant connaître une absorption.

### Croisement rotationnel
Le croisement rotationnel consiste à alterner les races de mâles utilisés en accouplement au fil des générations. Si deux races sont utilisées, on parle de croisement à deux voies, si trois races sont utilisées, on parle de croisement à trois voies. De nombreux chercheurs considère que le croisement à trois voies est la meilleure façon de bénéficier au maximum de l'effet hétérosis. Finalement l'objectif est d'obtenir une vache ayant les meilleurs caractères de chaque race utilisée, en étant adaptée au système d'élevage associé.

## Avantage du croisement
Le croisement laitier a effectivement plusieurs aspects avantageux qui permettent à certains éleveurs pratiquant cette technique, de faire du lait en ayant des rentrées économiques similaires aux élevages en race pure. Le premier avantage du croisement c'est de bénéficier de l'effet hétérosis, plus les races sont distantes, plus l'hétérosis est élevé. Le croisement suscite notamment de l’intérêt, car le fait de croiser permet de combiner des aptitudes complémentaires de chaque races. On peut alors associer les caractères antagonistes au sein d'un même produit par l'accouplement de deux races différentes.
On retrouve alors généralement sur une grande partie des critères, des améliorations, plus ou moins importantes selon les races que l'on associe. Dans la plupart des croisements on retrouve un reproducteur prim'Holstein associé à des races montbéliarde, normande, brune, Simmental, jersiaises...
Beaucoup d'éleveurs constatent les améliorations suivantes : meilleure fertilité taux cellulaires plus faibles meilleure longévité meilleure rusticité qualité de lait supérieure meilleure valorisation des réformes[réf. nécessaire]
Bien d'autres améliorations peuvent aussi exister, cependant celle-ci sont les principales et les plus fréquentes. Tous ces intérêts, qui font que le croisement peut être utilisé et rentable, sont variables d'une exploitation à l'autre. En effet, certains éleveurs peuvent constater fortement certains de ces avantages dans leur exploitation et d'autres beaucoup moins. De plus, les performances entre chaque vache croisée sont plus ou moins grandes selon l’ascendance notamment avec l'utilisation de reproducteur. En croisement rotationnel, le mieux est d'utiliser les meilleurs taureaux de chaque races pour bénéficier au mieux de ces avantages.

## Croisement ProCROSS
À la mode depuis ces dernières années à l'étranger, le croisement Procross est un croisement rotationnel à trois voies avec l'utilisation de trois races : prim'Holstein, Montbéliard et Rouge suédois (ou VikingRed). Pratiqué en France, ce croisement est également pratiqué aux États-Unis (ex : Californie, Minnesota...) mais aussi dans le reste de l'Europe (ex. : Pays-Bas, Royaume-Uni, Allemagne, Espagne, Portugal, Suède, Danemark, Finlande, Italie) et au Mexique. Ce croisement trois voies est l'un des croisements les plus adaptés aux exploitations intensives, mais s'adapte aussi très bien en système pâturant et bio. ProCROSS existe en routine depuis près de 20 ans chez certains producteurs de lait américains, qui ont déjà fait jusqu'à 2,5 fois le tour des trois races. Ces producteurs de lait cherchent avant tout des vaches rentables, faciles à conduire bénéficiant au maximum de l'effet hétérosis. En effet, dès que sera expérimenté l'hétérosis, il ne pourra plus descendre en-dessous de 75 %. Il sera au fil des générations à 86 %.
ProCROSS est actuellement prouvé scientifiquement par 3 études américaines menées par l'Université du Minnesota, dont la dernière, publiée dans le Journal of Dairy Science, met en avant les avantages économiques des vaches ProCROSS par rapport à la prim'Holstein pure. L'étude soulève notamment la fertilité, la longévité, l'excellente santé, la valeur de réforme, et l'efficacité des vaches ProCROSS par rapport aux Holsteins. Cette étude a été menée sur 7 élevages du Minnesota, sur 3.500 génisses et vaches Holstein au lancement de l'étude.
Le choix des trois races pour ce croisement a été étudié pour qu'elles se complètent. La Holstein a été choisie pour sa forte production et l'apparence de sa mamelle ainsi que sa capacité d'ingestion. La Montbéliarde a été choisie pour ses caractères fonctionnels comme sa fertilité exceptionnelle et ses taux cellulaires bas, mais elle a notamment été choisie pour sa qualité bouchère agrémentée d'une bonne production laitière. Enfin la Viking Red a quant à elle a été choisie pour sa facilité de vêlage, et comme pour la Montbéliarde pour ses critères fonctionnels ; fertilité, santé mamelle et longévité. Ces trois races sont donc utilisées et croisées pour leurs avantages mais aussi pour corriger les défauts que peut présenter chacune d'entre elles.